# Guyanai labdarúgó-szövetség
Guyanai labdarúgó-szövetség (angolul: Guyana Football Federation)

## Történelme
Egyik legrégebbi sportszervezet, 1902-ben alapították. A Nemzetközi Labdarúgó-szövetségnek (FIFA) 1968-tól tagja.  1961-től az Észak- és Közép-amerikai, Karibi Labdarúgó-szövetségek Konföderációja (CONCACAF) tagja. Fő feladata a nemzetközi kapcsolatokon kívül, a  Guyanai labdarúgó-válogatott férfi és női ágának, a korosztályos válogatottak illetve a nemzeti bajnokság szervezése, irányítása. A működést biztosító bizottságai közül a Játékvezető Bizottság (JB) felelős a játékvezetők utánpótlásáért, elméleti (teszt) és cooper (fizikai) képzéséért.